# Camboriú Futebol Clube
El Camboriú Futebol Clube es un club de fútbol brasileño de la ciudad de Camboriú. Fue fundado en 2003 y juega en el Campeonato Catarinense y en el Campeonato Brasileño de Serie D.

## Entrenadores
- Teco (abril de 2019–junio de 2019)[6][7]
- Mauro Ovelha (junio de 2019–?)[7]
- Mauro Ovelha (septiembre de 2020–?)[8]
- Celso Rodrigues (mayo de 2021–octubre de 2021)[9][10]
- Luan Carlos (noviembre de 2021–abril de 2022)[11][12]
  -  Kinho Forgiarini (febrero de 2022)[13]
- Jerson Testoni (junio de 2023–julio de 2023)[14][3]
- Kinho Forgiarini (interino- julio de 2023)[3]

## Palmarés

### Torneos estatales
- Campeonato Catarinense:

Subcampeón: 2022
- Campeonato Catarinense Serie B (1): 2011[15]

Subcampeón: 2007, 2015, 2021
- Campeonato Catarinense Serie C (1): 2006[15]